# Estação San Joaquín (Metrô de Santiago)
A Estação San Joaquín é uma das estações do Metrô de Santiago, situada em Santiago, entre a Estação Camino Agrícola e a Estação Pedrero. Faz parte da Linha 5.
Foi inaugurada em 05 de abril de 1997. Localiza-se no cruzamento da Avenida Vicuña Mackenna com a Rua Raquel. Atende as comunas de Macul e San Joaquín.